# Nationale feestdag van België

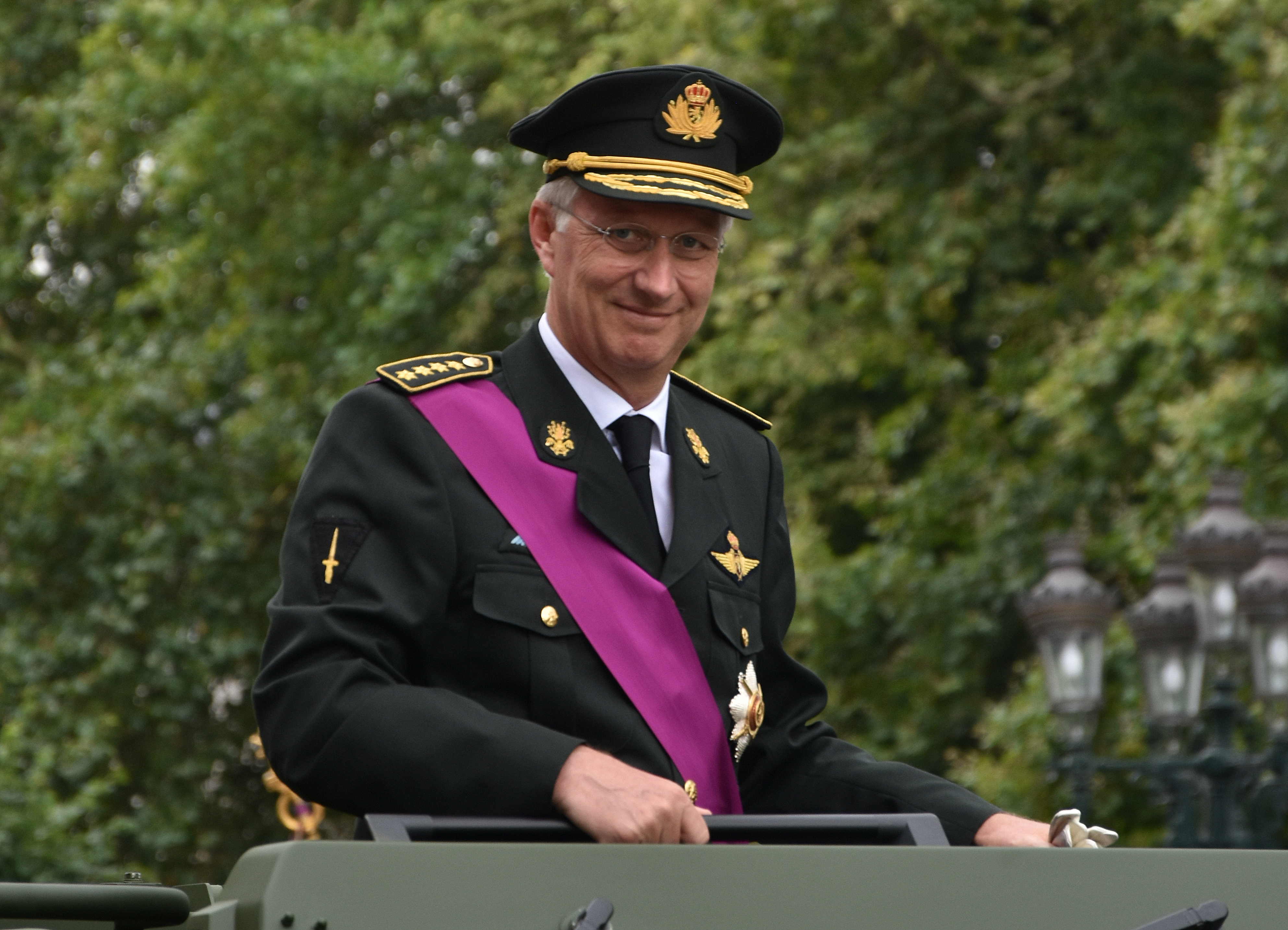
Koning Filip tijdens het defilé van de nationale feestdag 2018 in Brussel.

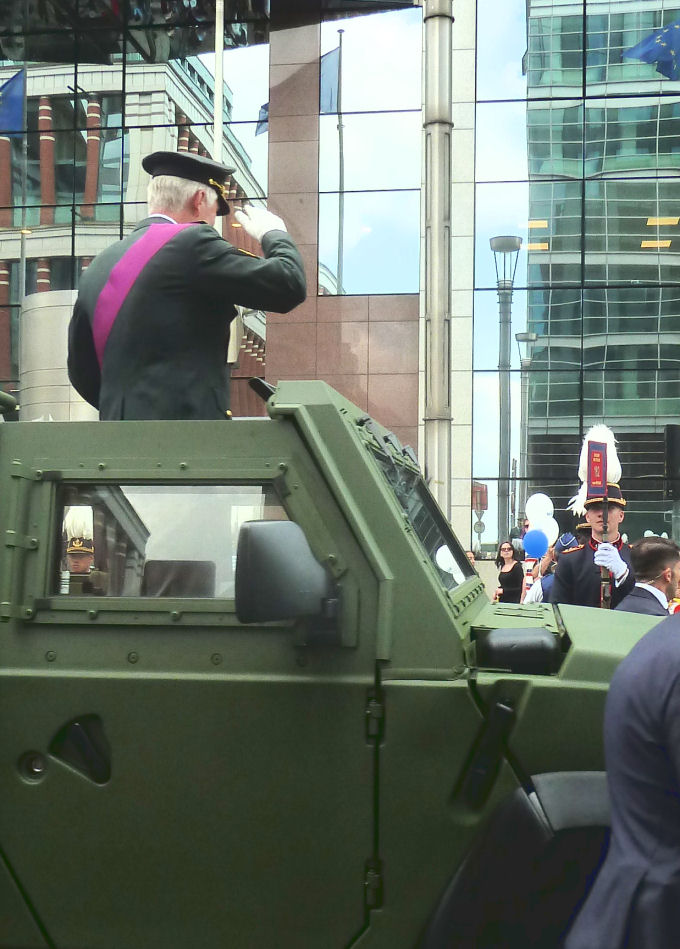
Koning Filip schouwt zijn oudste zoon prins Gabriël, 2023.

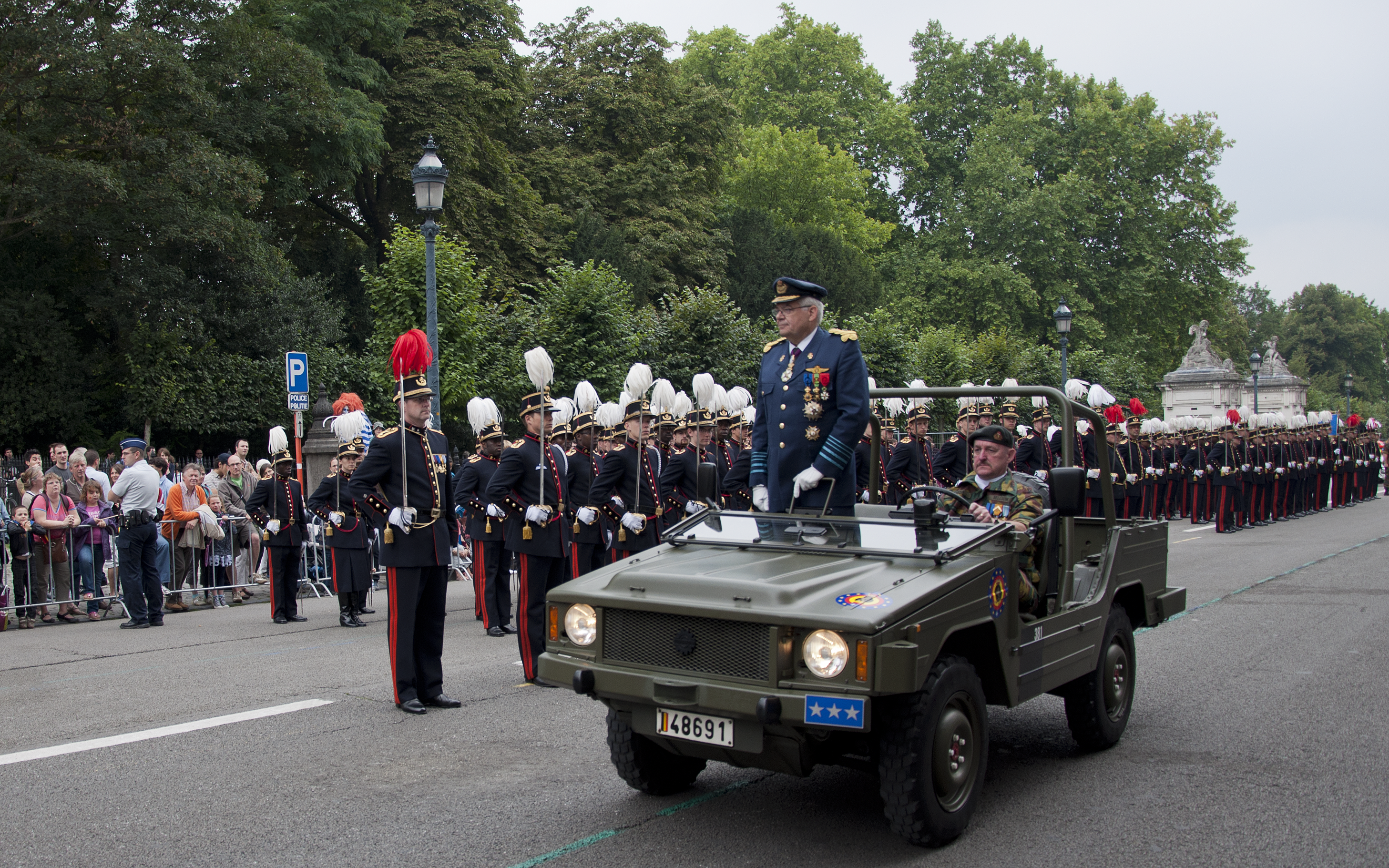
Luitenant-generaal vlieger Gerard Van Caelenberge schouwt troepen tijdens het defilé in 2011.

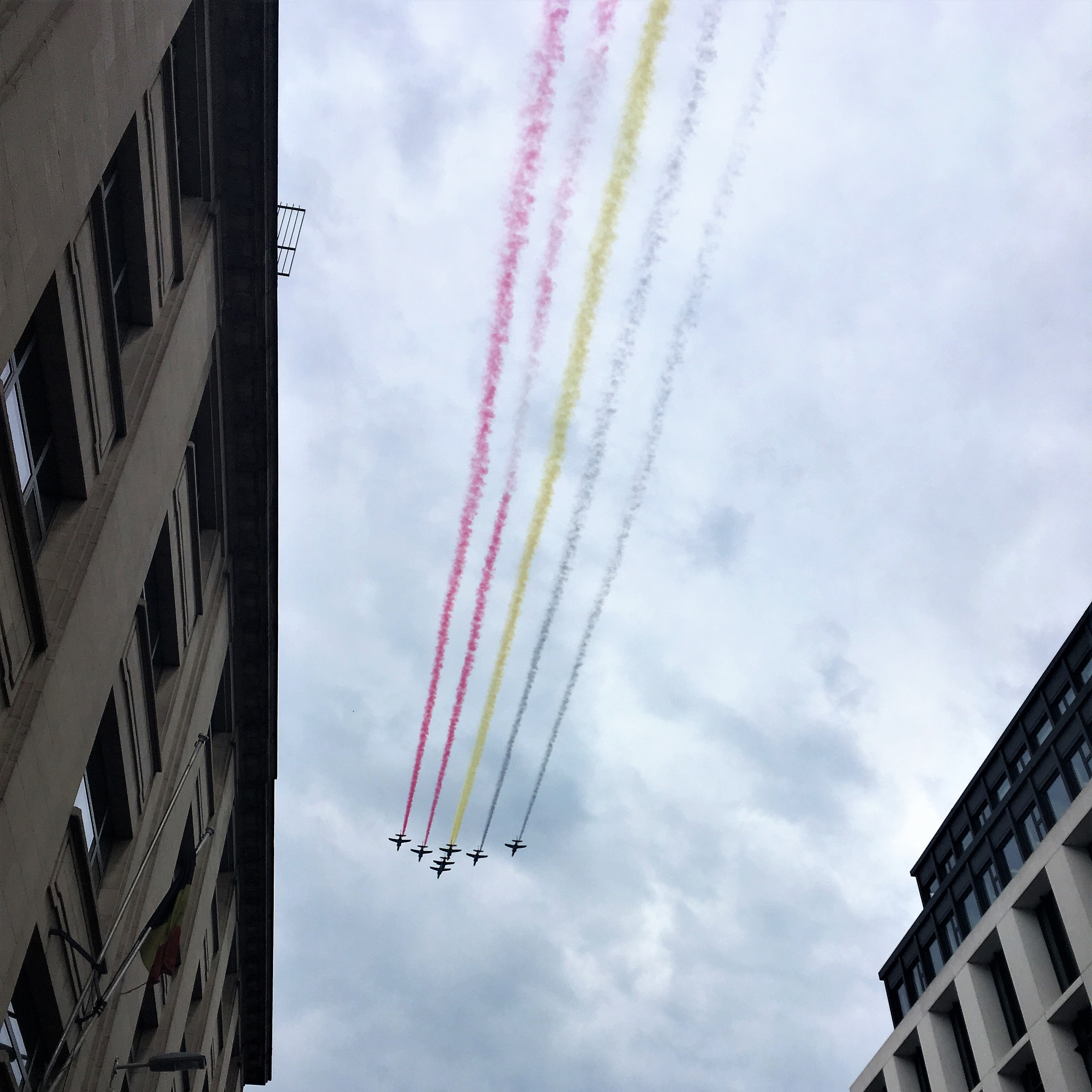
Gevechtsvliegtuigen maken een Belgische driekleur in de lucht op de nationale feestdag van 2018.

De nationale feestdag van België wordt gevierd op 21 juli. Het is de dag waarop in 1831 de eerste koning der Belgen, Leopold van Saksen-Coburg-Gotha, de grondwettelijke eed aflegde als koning. De eedaflegging was het sluitstuk van de intrede van Leopold I in België.
Deze dag is een wettelijke feestdag, wat neerkomt op een algemene verlofdag. Op deze dag zijn veel winkels, banken, postkantoren en andere openbare diensten gesloten.

## Intrede van koning Leopold I in België
Na de Belgische Revolutie in 1830, die leidde tot de Belgische onafhankelijkheid, werd door het Nationaal Congres besloten van België een koninkrijk te maken. Datzelfde Nationaal Congres verkoos op 4 juni 1831 Leopold van Saksen-Coburg-Gotha tot eerste Koning der Belgen.
De intrede van Leopold I in België begon op 16 juli 1831 toen hij per boot vanuit Dover, in Engeland, afreisde naar het Franse Calais, waarna hij 's anderendaags per koets naar het Belgische grensdorp De Panne werd gebracht. Hij trok de volgende dagen langs onder andere Brugge en Gent verder door het land en op 21 juli 1831 legde hij op het Koningsplein te Brussel de grondwettelijke eed af als eerste koning der Belgen. Deze feestdag heeft dus een dynastieke oorsprong en heeft geen link met de onafhankelijkheid van België, een gebeurtenis die op een andere datum plaatsvond.

## Eerdere data
Het Nationaal Congres besloot op 19 juli 1831, op aangeven van Charles Rogier, om de Belgische onafhankelijkheid te vieren gedurende drie dagen op het moment van de verjaardag van de gevechten van september 1830, waarbij het Nederlandse regeringsleger uit Brussel werd verjaagd. In 1880 waren de relaties met Nederland genormaliseerd en werd het als onheus aangevoeld om nog triomfantelijke herdenkingen van deze gebeurtenissen te organiseren. De datum werd daarom bij wet veranderd in de derde zondag van augustus, en de twee daaropvolgende dagen.
Ten slotte werd in 1890 de datum van de feesten definitief vastgesteld op de verjaardag van de eedaflegging van Leopold I: de nieuwe datum in augustus was immers weinig succesvol gebleken, omdat het midden in de vakantieperiode viel.

## Ceremonies
Op de nationale feestdag worden verscheidene ceremonies gehouden om het afleggen van de eed te herdenken. De koning en andere leden van de Belgische koninklijke familie wonen in de voormiddag het Te Deum bij in de kathedraal van Sint-Michiel en Sint-Goedele te Brussel. Deze dienst wordt ook bijgewoond door de politieke instellingen van het land, ambassadeurs en vertegenwoordigers van diverse Europese instellingen.
's Namiddags is er het nationaal defilé op het Paleizenplein voor het Koninklijk Paleis, zowel burgerlijk als militair. Tijdens het militaire defilé paraderen honderden militairen en gemotoriseerde voertuigen voor de koninklijke familie en hoogwaardigheidsbekleders op de tribune. Tijdens het burgerlijke defilé komen onder meer politie, douane, brandweer, Civiele Bescherming en Rode Kruis aan bod. Gevechtsvliegtuigen en helikopters vliegen over tijdens het luchtdefilé. Langsheen het parcours staat publiek. In 2002 ging het defilé uitzonderlijk door in het Jubelpark.

## Aanvullende activiteiten
Op 21 juli worden er in Brussel ter gelegenheid van de nationale feestdag allerhande feestelijke activiteiten georganiseerd, vooral in en rond het Warandepark, op de Zavel en op het Poelaertplein. Ook wordt op die dag het Federale Parlement geopend voor het grote publiek. 's Avonds worden de feestelijkheden traditioneel afgesloten met vuurwerk. In de binnenstad van Brussel zijn de hele dag nogal wat straten en tunnels verkeersvrij. Ook al zijn er herdenkingsmomenten in andere steden en gemeenten, de meeste festiviteiten zijn voornamelijk geconcentreerd in de hoofdstad. 
Op de vooravond voor 21 juli geeft het Nationaal Orkest van België het Preludiumconcert, een gratis toegankelijk concert waarbij het Koningspaar aanwezig is. Dit concert wordt op 21 juli uitgezonden op VRT 1.
De avond voordien op 20 juli vindt sinds 2003 het Bal National, een gratis volksfeest, plaats op het Vossenplein in de Marollen.
In 2023 werd ter gelegenheid van 10 jaar koningschap van koning Filip het spektakel Happy Belgium georganiseerd aan het Jubelpark, met concerten, vuurwerk en een live tv-uitzending in het Nederlands, Frans en Duits.

## Trivia
Omdat het vaak lijkt te regenen op de nationale feestdag kreeg een regenbui op die dag de bijnaam "drache nationale". Uiteindelijk blijkt de regenkans op die dag niet groot, maar als er een bui valt wordt die "drache nationale" genoemd.